# NGC 6845B
NGC 6845B (другие обозначения — PGC 63986, ESO 284-8C) — спиральная галактика с перемычкой (SBb) в созвездии Телескоп.
Этот объект не входит в число перечисленных в оригинальной редакции «Нового общего каталога» и был добавлен позднее.